# Husovy lípy v Chlumu
Husovy lípy v Chlumu jsou trojicí památných stromů, které rostou u silnice z osady Chlum (obec Nalžovice, okres Příbram) směrem na Kňovice. Botanicky jde o lípy malolisté (Tilia cordata), chráněné jsou od 20. října 1981.